# Wawrzyniec Czarniecki
Wawrzyniec (Antoni) Czarniecki (Czarnecki) herbu Łodzia (zm. przed 9 lutego 1784) – stolnik inowłodzki w latach 1772–1784, podczaszy inowołdzki w latach 1767–1772, miecznik zawkrzański.
Był posłem na sejm 1780 roku z województwa łęczyckiego.